# Temporada 1967-68 de los Boston Celtics
La temporada 1967-68 fue la vigésimo segunda de los Boston Celtics en la NBA. La temporada regular acabó con 54 victorias y 28 derrotas, clasificándose para los playoffs, en los que se proclamaron campeones, tras derrotar en las finales a Los Angeles Lakers.

## Elecciones en el Draft
| Ronda | Puesto | Jugador         | Posición     | Nacionalidad   | Universidad  |
| ----- | ------ | --------------- | ------------ | -------------- | ------------ |
| 1     | 11     | Mal Graham      | Base         | Estados Unidos | New York     |
| 8     | 88     | Andrew Anderson | Base/Escolta | Estados Unidos | Canisius     |
| 10    | 110    | Rick Weitzman   | Escolta      | Estados Unidos | Northeastern |

## Temporada regular
| División Este        | División Este | División Este | División Este | División Este | División Este | División Este | División Este | División Este |
| Equipo               | G             | P             | %             | PD            | Casa          | Fuera         | Neutral       | Div           |
| -------------------- | ------------- | ------------- | ------------- | ------------- | ------------- | ------------- | ------------- | ------------- |
| x-Philadelphia 76ers | 62            | 20            | .756          | –             | 27–8          | 26–12         | 9–0           | 29–11         |
| x-Boston Celtics     | 54            | 28            | .659          | 8             | 28–9          | 21–16         | 5–3           | 24–16         |
| x-New York Knicks    | 43            | 39            | .524          | 19            | 20–17         | 21–16         | 2–6           | 19–21         |
| x-Detroit Pistons    | 40            | 42            | .488          | 22            | 21–11         | 12–23         | 7–8           | 15–25         |
| Cincinnati Royals    | 39            | 43            | .476          | 23            | 18–12         | 13–23         | 8–8           | 18–22         |
| Baltimore Bullets    | 36            | 46            | .439          | 26            | 17–19         | 12–23         | 7–4           | 15–25         |

## Playoffs

### Semifinales de División
Boston Celtics vs. Detroit Pistons 
| Fecha       | Partido                                 | Ciudad  |
| ----------- | --------------------------------------- | ------- |
| 24 de marzo | Boston Celtics 123, Detroit Pistons 116 | Boston  |
| 25 de marzo | Detroit Pistons 126, Boston Celtics 116 | Detroit |
| 27 de marzo | Boston Celtics 98, Detroit Pistons 109  | Boston  |
| 28 de marzo | Detroit Pistons 110, Boston Celtics 135 | Detroit |
| 31 de marzo | Boston Celtics 110, Detroit Pistons 96  | Boston  |
| 1 de abril  | Detroit Pistons 103, Boston Celtics 111 | Detroit |
|             | Boston Celtics gana las series 4-2      |         |

### Finales de División
Boston Celtics vs. Philadelphia 76ers 
| Fecha       | Partido                                    | Ciudad     |
| ----------- | ------------------------------------------ | ---------- |
| 5 de abril  | Philadelphia 76ers 118, Boston Celtics 127 | Filadelfia |
| 10 de abril | Boston Celtics 106, Philadelphia 76ers 115 | Boston     |
| 11 de abril | Philadelphia 76ers 122, Boston Celtics 114 | Filadelfia |
| 14 de abril | Boston Celtics 105, Philadelphia 76ers 110 | Boston     |
| 15 de abril | Philadelphia 76ers 104, Boston Celtics 122 | Filadelfia |
| 17 de abril | Boston Celtics 114, Philadelphia 76ers 106 | Boston     |
| 19 de abril | Philadelphia 76ers 96, Boston Celtics 100  | Filadelfia |
|             | Boston Celtics gana las series 4-3         |            |

### Finales de la NBA
Boston Celtics vs. Los Angeles Lakers
| Fecha       | Partido                                    | Ciudad      |
| ----------- | ------------------------------------------ | ----------- |
| 21 de abril | Boston Celtics 107, Los Angeles Lakers 101 | Boston      |
| 24 de abril | Boston Celtics 113, Los Angeles Lakers 123 | Boston      |
| 26 de abril | Los Angeles Lakers 119, Boston Celtics 127 | Los Ángeles |
| 28 de abril | Los Angeles Lakers 118, Boston Celtics 105 | Los Ángeles |
| 30 de abril | Boston Celtics 120, Los Angeles Lakers 117 | Boston      |
| 2 de mayo   | Los Angeles Lakers 109, Boston Celtics 124 | Los Ángeles |
|             | Boston gana las finales 4-2                |             |

## Estadísticas
| Rk | Jugador         | Edad | P  | PT | MP   | TC  | TCI  | %TC  | TL  | TLI | %TL  | RB   | AS  | FP  | PTS  |
| 1  | Bill Russell    | 33   | 78 |    | 37.9 | 4.7 | 11.0 | .425 | 3.2 | 5.9 | .537 | 18.6 | 4.6 | 3.1 | 12.5 |
| 2  | John Havlicek   | 27   | 82 |    | 35.6 | 8.1 | 18.9 | .429 | 4.5 | 5.5 | .812 | 6.7  | 4.7 | 2.9 | 20.7 |
| 3  | Bailey Howell   | 31   | 82 |    | 34.2 | 7.8 | 16.3 | .481 | 4.1 | 5.6 | .727 | 9.8  | 1.6 | 3.5 | 19.8 |
| 4  | Sam Jones       | 34   | 73 |    | 33.0 | 8.5 | 18.5 | .461 | 4.3 | 5.2 | .827 | 4.9  | 3.0 | 2.5 | 21.3 |
| 5  | Larry Siegfried | 28   | 62 |    | 31.2 | 4.2 | 10.1 | .415 | 3.8 | 4.4 | .868 | 3.5  | 4.7 | 3.1 | 12.2 |
| 6  | Tom Sanders     | 29   | 78 |    | 25.4 | 3.8 | 8.9  | .428 | 2.6 | 3.3 | .784 | 5.8  | 1.3 | 3.8 | 10.2 |
| 7  | Don Nelson      | 27   | 82 |    | 18.3 | 3.8 | 7.7  | .494 | 2.4 | 3.3 | .728 | 5.3  | 1.3 | 2.2 | 10.0 |
| 8  | Mal Graham      | 22   | 48 |    | 16.4 | 2.4 | 5.7  | .430 | 1.2 | 1.8 | .636 | 2.0  | 1.3 | 2.6 | 6.0  |
| 9  | Wayne Embry     | 30   | 78 |    | 13.9 | 2.5 | 6.2  | .400 | 1.4 | 2.4 | .589 | 4.1  | 0.7 | 2.2 | 6.3  |
| 10 | Tom Thacker     | 28   | 65 |    | 12.0 | 1.8 | 4.2  | .419 | 0.7 | 1.3 | .512 | 2.5  | 1.1 | 2.5 | 4.2  |
| 11 | Johnny Jones    | 24   | 51 |    | 9.3  | 1.7 | 5.0  | .340 | 0.8 | 1.3 | .618 | 2.2  | 0.5 | 1.2 | 4.2  |
| 12 | Rick Weitzman   | 21   | 25 |    | 3.0  | 0.5 | 1.8  | .261 | 0.4 | 0.5 | .692 | 0.4  | 0.3 | 0.3 | 1.3  |

## Galardones y récords
| Jugador       | Galardón                              |
| Bill Russell  | 2.º Mejor quinteto de la NBA All-Star |
| John Havlicek | 2.º Mejor quinteto de la NBA All-Star |
| Sam Jones     | All-Star                              |